# Kool-Aid (Bring Me the Horizon)
Kool-Aid è un singolo del gruppo musicale britannico Bring Me the Horizon, pubblicato il 5 gennaio 2024 come sesto estratto dall'ottavo album Post Human: Nex Gen.

## Descrizione
Il brano, descritto dalla critica come un mix di metalcore ed elettronica glitchata, è il primo singolo pubblicato dopo l'uscita dal gruppo del tastierista Jordan Fish, presente nella formazione dal 2012. Parlando della separazione da Fish, il cantante Oliver Sykes ha dichiarato che Kool-Aid è stata la prima canzone composta dopo la sua uscita, scritta basandosi principalmente sui riff di chitarra piuttosto che sulla programmazione fatta su computer, come negli ultimi anni si era abituato a comporre insieme a Fish.

## Tracce
Testi e musiche di Oliver Sykes, Dan Lancaster, Zakk Cervini, Lee Malia, Matt Nicholls e Daidai.
1. Kool-Aid – 3:48

## Formazione
Gruppo
- Oliver Sykes – voce, produzione
- Lee Malia – chitarra, cori
- Matt Kean – basso
- Matthew Nicholls – batteria

Altro personale
- Zakk Cervini – programmazione, produzione, missaggio, mastering
- Dan Lancaster – produzione
- Daidai – produzione aggiuntiva
- Julian Gargiulo – produzione aggiuntiva, ingegneria del suono, missaggio
- Phil Gornell – assistenza all'ingegneria del suono
- Lucy Landry – cori

## Classifiche
| Classifica (2023)                | Posizione massima |
| -------------------------------- | ----------------- |
| Regno Unito                      | 21                |
| Regno Unito (rock & metal)       | 1                 |
| Stati Uniti (mainstream rock)    | 5                 |
| Stati Uniti (rock & alternative) | 31                |